# Fackelaloe
Fackelaloe (Aloe succotrina) är en art familjen afodillväxter från Sydafrika. Fackelaloe odlas ibland som krukväxt i Sverige. Arten förekommer ofta under sitt synonyma vetenskapliga namn Aloe saponaria.

## Synonymer
- Aloe perfoliata var. purpurascens Aiton
- Aloe perfoliata var. succotrina (Lam.) Aiton
- Aloe perfoliata var. x L.
- Aloe purpurascens (Aiton) Haw.
- Aloe sinuata Thunb.
- Aloe socotrina DC.
- Aloe soccotorina Schult. & Schult.f.
- Aloe succotrina var. saxigena A.Berger